# 小笠原信
小笠原 信（おがさわら まこと）は、日本の実業家。神奈川県出身。ロシュ・ダイアグノスティックス代表取締役社長兼CEO。

## 人物・経歴
神奈川県茅ヶ崎市生まれ。小学生の時に父親の仕事の都合でイギリスに渡り、数年間ロンドンの公立学校に通う。1989年、上智大学理工学部電気電子工学科卒業。大学卒業後は、大手総合商社の日商岩井株式会社（現・双日株式会社）に入社。5年間の米国での勤務後、2003年ジーンフロンティア株式会社代表取締役社長に就任。2008年ロシュ・ダイアグノスティックス株式会社に入社。AS事業部事業部長を経て、2012年1月より同社代表取締役社長兼CEO。